# Verhovina (moped)
A Verhovina szovjet segédmotoroskerékpár-márka volt, melynek modelljeit az ukrajnai Lvivi Motorkerékpárgyár gyártotta 1970-től 1982-ig. 

## Története
A lvivi Metall motorkerékpárgyár (1969-től Lvivi Motorkerékpárgyár) az 1960-as évek második felében kezdett el mopedeket gyártani, addig csak segédmotoros kerékpárokat készített. A gyár első moped modellje az MP–043-as volt, amelyet csak kis mennyiségben gyártottak 1967–1968-ban, majd ezt követte az MP–046. Ezek jelentős továbbfejlesztésével alakították ki az MP–048-as modellt, amelyet 1970-től Verhovina–3 jelzéssel kezdtek el gyártani és forgalmazni. Az MP–048-as modell továbbfejlesztésével újabb modellek jelentek meg. Az utolsó Verhovina márkanéven forgalmazott modell az LMZ–2.159 gyári jelzésű Verhovina–7 volt, melyet 1981–1982-ben gyártották. 1982-től az LMZ a Karpati kismotorkerékpárok gyártására állt át.

## Modellek

### Verhovina–3

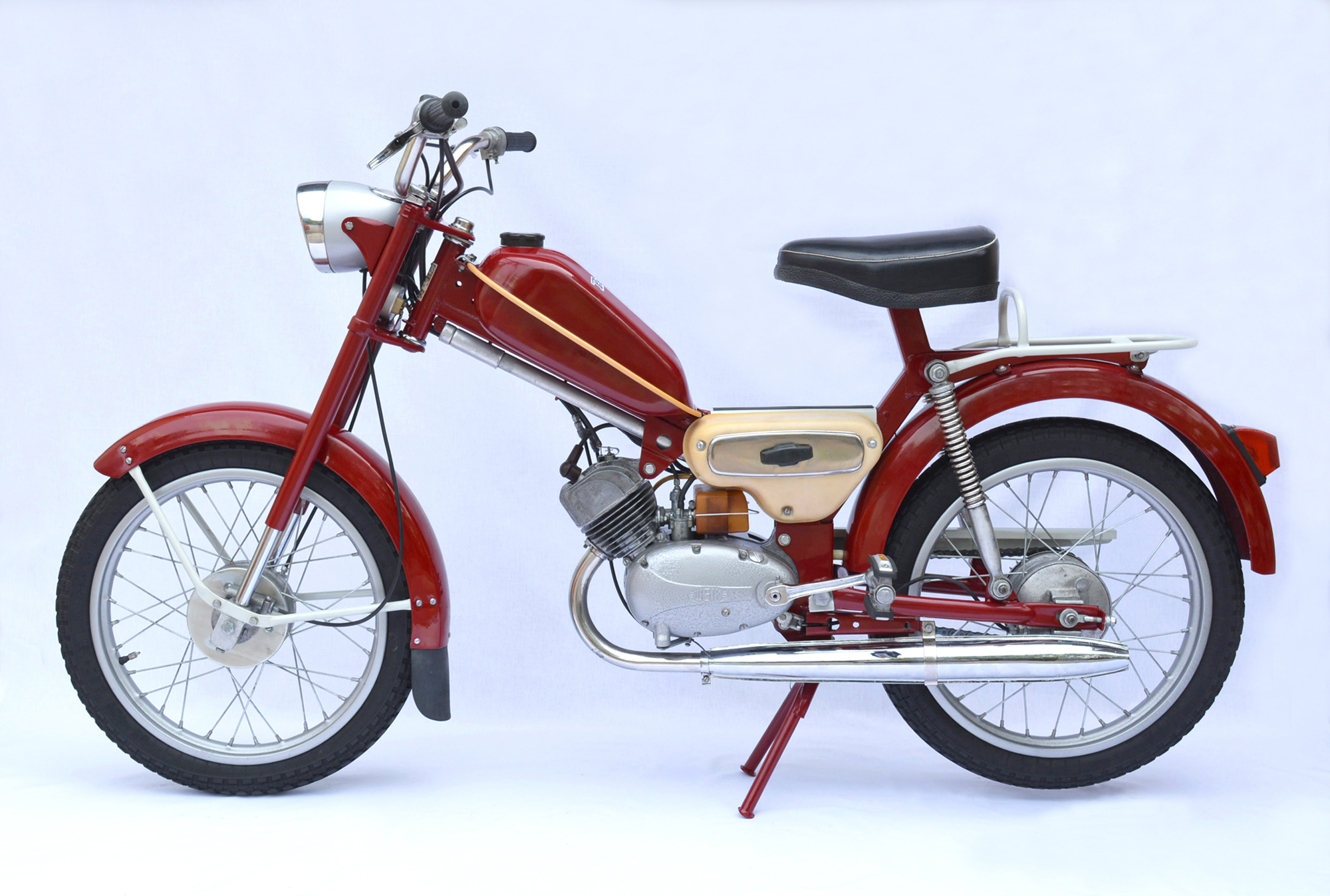
Verhovina–3 moped, 1972

Az első Verhovina modell a Verhovina–3 volt. 1970-től gyártották. A mopedbe a Kovrovi Gépgyár 49,8 cm³-es, 2 LE teljesítményű kétütemű S–51K típusú benzinmotorját szerelték, de annak mágneses gyújtóját lecserélték generátoros gyújtórendszerre. Az LMZ korábbi modelljeihez képest csökkentették a kerékátmérőt. A váz acélcsőből készült hegesztéssel. A jármű száraz tömege mindössze 51 kg volt. 5 literes döntött tankkal, festett, majd később matricázott cirill betűs „Verhovina–3” felirattal és egyszemélyes üléssel készült. A jobb oldalon a gyújtótrafót takaró, bal oldalon pedig szerszámtárolónak kiképzett műanyag doboz található. A hátsó rugóstagok eleinte burkoltak voltak, majd leváltotta azokat a burkolatlan kivitelű rugóstag, amely később végig megmaradt a Verhovináknál. A sebességváltó kétfokozatú. Bár a motor erőforrása megegyezett a Riga–4-esével, annak fordított sebességkapcsolását mégsem vette át, ugyanúgy „felül” van az első és „alul” a második sebességfokozat, mint minden, azt követő Riga és Verhovina modellnél. Maximális sebessége elérte az 50 km/h-t. Túramotor kivitelben is gyártották, plexi szélvédővel és csomagtartó táskával felszerelve. Mindegyik Verhovina–3-as piros festést kapott. Jelentős mennyiségben exportálták az egykori szocialista országokba is. A Verhovina–3 a további Verhovina modellek alapjául szolgált.

### Verhovina–4

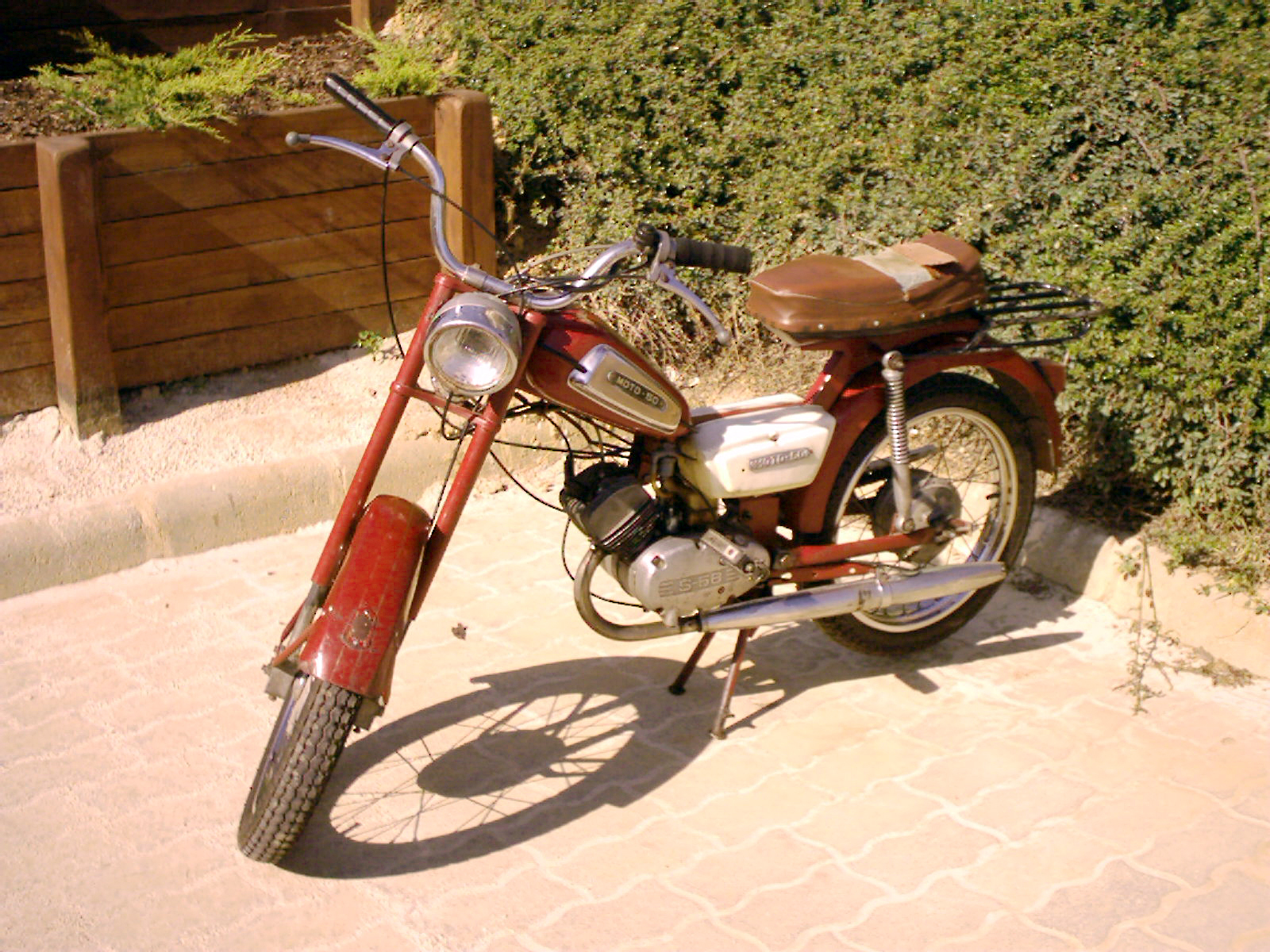
Verhovina–4 moped

Az LMZ második Verhovina modellje. Gyári típusjelzése LMZ–2.152. A futómű és a váz változatlan maradt. Másfélszemélyes ülést kapott. A felnyitható ülés alatt szerszámtárolót alakítottak ki. A motorblokkot kezdetben S–52-es, később S–57-es típusra cserélték. Módosított az oldaldobozokat, melyek oldalára a cirill betűs „Verhovina” felirat került. Az üzemanyagtartályra krómozott csík került. Az első sárhányón elhelyezték a Verhovinák emblémáját, amely Lviv jelképe után egy oroszlánmotívumból állt. 1973-tól 1974-ig gyártották.

### Verhovina–5

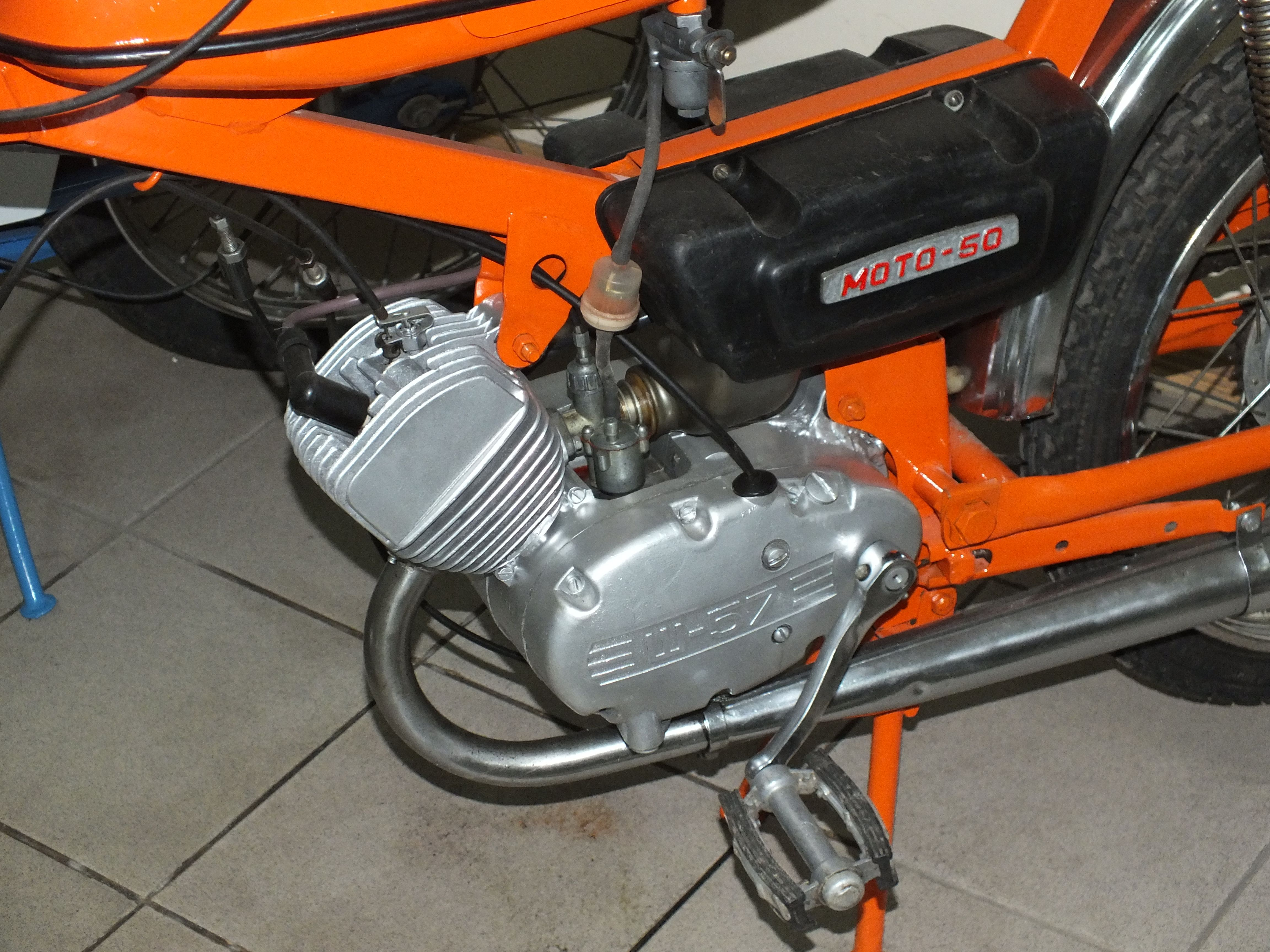
MOTO 50 felirat az oldalfedélen

1974-től gyártott modell. Gyári típusjelzése LMZ–2.153. Az előző modellek konstrukcióján alapul, de a külső megjelenést teljesen átdolgozták. Az előző modellhez hasonlóan ezt is az S–57-es motorblokkal szerelték. A megnövelt méretű, 7,5 l-es üzemanyagtankot vízszintesen helyezték el. Az ülése már teljes kétszemélyes. Az ülés mögött fém csomagtartó kapott helyet. A tank oldalán és a térdvédő gumi oldalán is egy MOTO–50 feliratot helyeztek el. A korábbi fényezett és két arany csíkot viselő sárhányókat ennél a modellnél krómozottakra cserélték. A bal oldali műanyag dobozban kapott helyet a módosított kivitelű légszűrő, a jobb oldaliban pedig a gyújtótrafó.

### Verhovina–6
A legelterjedtebb Verhovina modell a Verhovina–6-os, melyet 1977-től 1981-ig gyártottak. Gyári típusjelzése LMZ–2.158. Elhagyták a pedálokat, ez a modell már inkább a kismotorkerékpár kategóriába tartozik. Motorblokkja az S–58-as típus. A tank oldalán az alumíniumból öntött cirill betűs „Verhovina” feliratú táblát helyezték el. A korábbi modellekhez képest növelték a felszereltségét. Három felszereltségi változatban is gyártották: alapmodell (LMZ–2.158), sportváltozat (LMZ–2.158SZ) és a turista változat (LMZ–2.158T).
A turista változat plexi szélvédőt és oldalsó csomagtáskát kapott. A sportváltozatnál a kipufogócsövet és a hangtompítót magasan, közvetlenül az ülés alatt vezették hátra, és egy védőrácsot is kapott. A tankon térképtartó helyeztek el, az elülső sárvédőt magasan a kerék fölött építették be és a kormányszarv egy plusz keresztmerevítő csövet kapott.
A külföldre exportált példányokba a megbízhatóbb, Litvániában, a Vairas Šiauliai-i Kerékpár- és Motorgyárban gyártott Š–58-as motorokat szerelték.

### Verhovina–7
Gyári jelzése LMZ–2.159. 1981 áprilisától gyártotta az LMZ. A Verhovina–6 továbbfejlesztett változata. Legfontosabb újítás az Š–62-es motor, amely elektronikus gyújtórendszert kapott. Csak rövid ideig gyártották. 1982-ben beszüntették a gyártását és az LMZ-nél a Karpati mopedek váltották fel a gyártósoron.